# Pululo
Los pululos o polulos, también conocidos cocoliches (Lima, Perú) o únicamente como chichasara, son un tipo de dulces típicos de los pueblos del altiplano
Son procesados normalmente en máquinas especiales dilatadoras de cereales, y también existen métodos artesanales para producirlos. 
Se hacen de maíz con azúcar.
Actualmente se pueden encontrar estos dulces en las localidades que antes poblaban los aimaras: La Paz, Oruro y Cochabamba en Bolivia; Puno y Arequipa en el Perú; Arica, Iquique, Antofagasta, Calama, San Pedro de Atacama y Ayquina en Chile, Salvador Mazza y La Quiaca en Argentina. La gente autóctona de estas localidades los elabora con el fin de venderlos a los turistas que van a visitar estas zonas.